# Waukee
Waukee is een plaats (city) in de Amerikaanse staat Iowa, en valt bestuurlijk gezien onder Dallas County.

## Demografie
Bij de volkstelling in 2000 werd het aantal inwoners vastgesteld op 5126.
In 2006 is het aantal inwoners door het United States Census Bureau geschat op 10.950, een stijging van 5824 (113.6%).

## Geografie
Volgens het United States Census Bureau beslaat de plaats een oppervlakte van
21,7 km², waarvan 21,7 km² land en 0,0 km² water. Waukee ligt op ongeveer 316 m boven zeeniveau.

## Plaatsen in de nabije omgeving
De onderstaande figuur toont nabijgelegen plaatsen in een straal van 12 km rond Waukee.